# Динамо (клуб по хоккею на траве, Алма-Ата)
«Динамо» (Алма-Ата) — советский и казахстанский клуб по хоккею на траве. Самая успешная команда по этому виду спорта в истории СССР. Существовало отделение клуба по хоккею с мячом. Многие игроки в зависимости от сезона играли в обеих командах.

## Достижения и результаты
- 18-кратный чемпион СССР.
- 4-кратный серебряный призёр чемпионата СССР.
- 5-кратный обладатель Кубка СССР.
- 2-кратный обладатель Кубка Европейских чемпионов в 1982 и 1983 годах (единственная советская команда — победитель данного турнира).
- Бронзовый призёр Кубка Европейских чемпионов 1985 года.
- 3-й призёр чемпионата России 1994 года.

В чемпионатах СССР команда провёла 612 игр, выиграла 421, сыграла вничью 134 раза и проиграла всего 57 матчей. Хоккеисты «Динамо» забили 1510 и пропустили 386 мячей.

## Тренеры команды
- Эдуард Фердинандович Айрих — главный тренер (1969—1988).
- Борис Прокопьевич Казанцев — второй тренер (1983—1988), главный тренер (1989—1990).
- Михаил Иванович Ничепуренко — второй тренер (1989—1990), главный тренер (1990—1991, 1993—1994).
- Фарид Нургалиевич Зигангиров — главный тренер (1991—1992).

## Известные игроки
- Азизов, Миннеула Зинятович (1974—1984), вратарь.
- Айрапетян, Сос Дереникович (1981—1987), полузащитник и защитник.
- Алексеев, Владимир Николаевич (1969, 1973—1977), защитник.
- Апельганец, Юрий Яковлевич (1980—1992), нападающий.
- Атанов, Игорь Викторович (1983—1988), полузащитник и нападающий.
- Ауталипов, Тимур Каирбаевич (1983—1988), защитник.
- Басенко, Дмитрий Викторович (1989—1991), вратарь.
- Богданов, Анатолий Анатольевич (1989—1994), нападающий.
- Букатин, Михаил Леонидович (1983—1987), защитник.
- Гончаров, Александр Сергеевич (1978—1989), нападающий.
- Горкунов, Олег Вячеславович (1987—1989), вратарь.
- Жексенбеков, Мурат Жекпетович (1971—1992), защитник.
- Загороднев, Олег Евгеньевич (1977—1981), нападающий.
- Зигангиров, Фарид Нургалиевич (1973—1987), защитник.
- Ионкин, Александр Михайлович (1967—1985), нападающий.
- Кадырбеков, Биржан Муратович (1987—1992), защитник.
- Кумаргалиев, Ержан Шаймерденович (1984—1994), защитник.
- Калимбаев, Серик Ахметович (1980—1994), полузащитник.
- Латыпов, Владимир Евгеньевич (1978—1983), защитник.
- Мясников, Александр Иванович (1978—1989), полузащитник.
- Ничепуренко, Михаил Иванович (1975—1988), нападающий.
- Панёв, Вячеслав Георгиевич (1967—1977), полузащитник.
- Рыжков, Игорь Николаевич (1979—1992), полузащитник.
- Сексенбаев, Берикказы Толеубекович (1988—1992), нападающий.
- Соколов, Анатолий Викторович (1970—1977), полузащитник.
- Требисов, Сергей Николаевич (1985—1990), вратарь.
- Третьяков, Борис Владимирович (1969—1978), полузащитник.
- Трофимов, Владимир Вячеславович (1974—1979), полузащитник.
- Шмик, Николай Александрович (1974—1978), полузащитник.
- Шаймерденов, Саян Сафуанович (1973—1982), нападающий.
- Шахворостов, Сергей Константинович (1985-1992, полузащитник.
- Юльчиев, Игорь Энберович (1984—1994), защитник.
- Хандаев, Олег Игоревич (1985—1994), полузащитник.